# Chóc máu
Chóc máu hay chóp máu, chóp mào (danh pháp hai phần: Salacia chinensis), là một loài dây leo cao 1–2 m, cành nhỏ có cạnh, mặt dưới lá màu lục nâu; quả mọng, hình quả lê, chóp quả màu đỏ, thuộc họ Dây gối (Celastraceae).

## Y học
Được xem là loài biệt dược có khả năng hạn chế sự phát triển của tế bào ung thư, chóc máu đang được nhiều nhà khoa học nghiên cứu. Tại Việt Nam, ngoài Vườn quốc gia Bạch Mã, nơi đang bảo tồn nguồn gen chóc máu thì ở núi Kim Phụng, thôn Hải Cát, xã Hương Thọ, thị xã Hương Trà, thành phố Huế người dân cũng đã phát hiện loài dược liệu này.